# 讷维拉日
讷维拉日（法語：Neufvillage，法語發音：[nøvilaʒ]）是法国摩泽尔省的一个市镇，属于萨尔堡-萨兰堡区。

## 地理
讷维拉日（48°56'13"N, 6°46'51"E）面积0.61 平方千米，位于法国大東部大區摩泽尔省，该省份为法国东北部内陆省份，是洛林的一部分，西南接默尔特-摩泽尔省，东临下莱茵省，北与卢森堡和德国接壤。
与讷维拉日接壤的市镇（或旧市镇、城区）包括：弗朗卡尔特罗夫、瓦勒-莱贝内斯特罗夫、维尔曼。

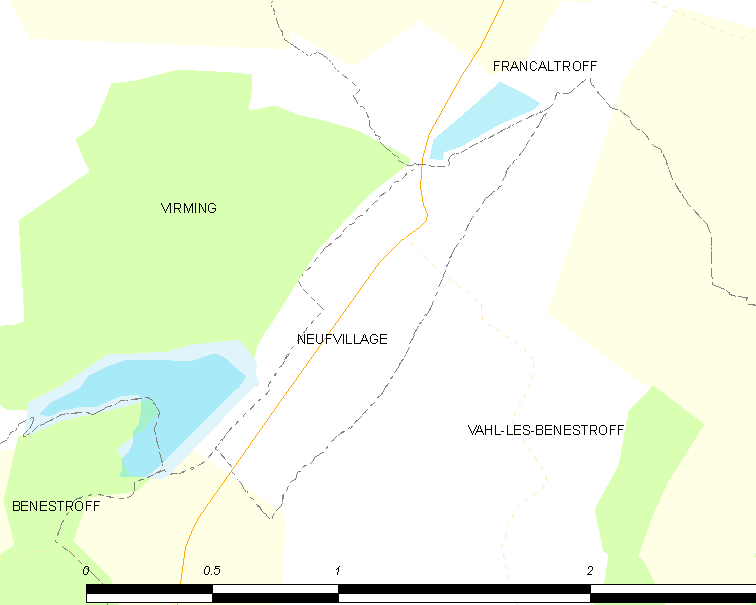
讷维拉日的OSM定位图

讷维拉日的时区为UTC+01:00、UTC+02:00（夏令时）。

## 行政
讷维拉日的邮政编码为57670，INSEE市镇编码为57501。

## 政治
讷维拉日所属的省级选区为索努瓦县。

## 人口

1962-2008年间讷维拉日人口变化图示

讷维拉日于2022年1月1日时的人口数量为48人。